# Brandchannel
Brandchannel (brandchannel.com) é um site sobre marcas, lançado em 2001, com objetivo de  fornecer um perspectiva global da popularidade das maiores marcas. O Web site é produzido pela agência  Interbrand.

## Contribuidores
- Robin Rusch - Editor chefe
- Randall Frost
- Ian Cocoran
- Abram Sauer
- Vivian Manning-Schaffel
- Alycia de Mesa
- Jackson Mahr
- Edwin Colyer
- Renée Alexander

## Resultados Globais

### 2006
- Google
- Apple Inc.
- YouTube
- Wikipedia
- Starbucks
- Nokia
- Skype
- IKEA
- Coca-Cola
- Toyota

### 2005
- Google
- Apple Inc.
- Skype
- Starbucks
- Ikea
- Nokia
- Yahoo!
- Firefox
- eBay
- Sony

### 2004
- Apple Inc.
- Google
- Ikea
- Starbucks
- Al Jazeera
- Mini
- Coca-Cola
- Virgin
- eBay
- Nokia

### 2003
- Apple Inc.
- Google
- Mini
- Coca-Cola
- Samsung
- Ikea
- Nokia
- Nike
- Sony
- Starbucks

### 2002
- Google
- Apple Inc.
- Coca-Cola
- Starbucks
- Ikea
- Nike
- Nokia
- BMW
- Volkswagen
- Absolut

### 2001
- Apple Inc.
- Volkswagen
- Nokia
- Google
- Absolut
- Starbucks
- Nike
- BMW
- Sony
- Coca-Cola